# Andrei Chindriș
Andrei Chindriș (* 12. Januar 1999 in Cluj-Napoca) ist ein rumänischer Fußballspieler. Er steht aktuell bei Lechia Gdansk unter Vertrag.

## Karriere

### Verein
Chindriș begann seine Karriere bei der Universitatea Cluj. Im Januar 2017 wechselte er zum FC Botoșani, der ihn jedoch prompt an den Zweitligisten FC Academica Clinceni verlieh. Für Academica Clinceni kam er bis zum Ende der Saison 2016/17 zu sieben Einsätzen in der Liga II. Zur Saison 2017/18 wurde er abermals in die zweite Liga verliehen, diesmal an den CS Știința Miroslava. Für Știința Miroslava kam er zu 29 Einsätzen in der zweithöchsten Spielklasse, aus der er mit dem Verein am Saisonende jedoch absteigen musste.
Nach dem Ende der zweiten Leihe kehrte er zur Saison 2018/19 nach Botoșani zurück. Im Juli 2018 debütierte er in der Liga 1, als er am ersten Spieltag jener Saison gegen CFR Cluj in der Nachspielzeit für Cătălin Golofca eingewechselt wurde. Im September 2018 erzielte er bei einem 1:1-Remis gegen den FC Voluntari sein erstes Tor in der höchsten rumänischen Spielklasse. Bis Saisonende kam er zu elf Einsätzen für Botoșani in der höchsten Spielklasse. In der Saison 2019/20 absolvierte er 33 Ligaspiele.

### Nationalmannschaft
2016 spielte Chindriș mindestens sechs Mal für die rumänische U-18-Auswahl. Im September 2019 debütierte er gegen Dänemark für das U-21-Team.